# Rhinocladiella aquaspersa
Rhinocladiella aquaspersa är en svampart som först beskrevs av Borelli, och fick sitt nu gällande namn av Schell, McGinnis & Borelli 1983. Rhinocladiella aquaspersa ingår i släktet Rhinocladiella och familjen Herpotrichiellaceae.   Inga underarter finns listade i Catalogue of Life.